# Zhuangologia
La zhuangologia (llengua zhuang: cang’yoz; xinès simplificat: 壮学; xinès tradicional: 壯學; pinyin: Zhuàngxué) o els estudis zhuangesos són l'estudi dels zhuang, estudi que abasta l'idioma, la cultura, història, literatura, art, música, ciència, etc. La zhuangologia és l'estudi dels zhuang i la seva cultura, però, sobretot en el context acadèmic d'Amèrica, més estrictament es refereix a l'estudi dels clàssics de llengua i literatura, història, cultura, i l'enfocament filològic. En el context de l'àrea d'estudis, la comunitat europea i l'americana tenen usos diferents. A Europa, generalment és conegut com a zhuangologia, mentre que als Estats Units, generalment és conegut com els estudis zhuangesos.

## Història
Des dels inicis de la zhuangologia, les primeres obres dels autors dels Zhuang, com Huang Xianfan i els seus estudiants, dediquen una part important del seu article als aspectes culturals dels llocs descrits, especialment als costums dels minories ètniques que Guangxi viuen. En el moment que l'estudi dels zhuang esdevé més acadèmica, i es van diferenciant noves branques de l'etnologia, als xinesos i a partir de l'obra de Huang Xianfan, professor de la Universitat Normal de Guangxi, s'inicia la més coneguda de les escoles de la Zhuangologia.
L'important llibre "La història senzilla del Zhuang", publicat l'any 1957 per Huang Xianfan, és una fita en la zhuangologia, i que ha estat reconegut com una de les aportacions historiogràfiques més importants i innovadores la història dels Zhuang. Les idees dels Huang Xianfan sobre la història i cultura de Zhuang van influenciar a molts acadèmics posteriors que es van interessar en temes del Zhuang. Se'l considera el fundador de la zhuangologia. Els seus estudiants: Huang Zengqing, primers arqueòlegs de la Zhuang, que va ser un dels principals que van explorar les relacions entre el zhuangologia i l'arqueologia. La seva metodologia va exercir una influència cabdal sobre els seus successors. En els estudis de la zhuangologia, que a poc a poc va formar una Escola de Bagua. Huang Xianfan és considerat el fundador de l'escola.

## Relació amb altres disciplines
L'zhuangologia és la disciplina que descriu els costums i tradicions del poble en zhuang. El seu ús s'ha estès a la recerca qualitativa o l'estudi de casos. La divergència entre l'antropologia i la zhuangologia no va significar mai una escissió completa entre ambdues. El desenvolupament de la recerca ha demostrat que ja no és possible separar l'etnologia, de l'antropologia i de la història. A causa del seu ampli objecte d'estudi, la zhuangologia sovint interacciona amb altres disciplines. Comparteix amb l'antropologia el focus en l'ésser humà, si bé l'antropologia fa més èmfasi en el passat i en el qual defineix la persona i no tant en l'entorn. En l'estudi de les característiques del minories ètniques a l'economia, amb punts de connexió amb la geografia. En un altre nivell, es relaciona amb els estudis culturals, religiosos i literaris per l'afany d'analitzar l'entramat simbòlic que envolta l'home.
No obstant això els zhuangòlegs moderns no poden dominar totes les ciències i avui dia molt sovint col·laboren braç a braç amb els acadèmics d'altres disciplines per a l'estudi de diversos aspectes molt específics del passat: sexologia, psicologia, biologia, semiòtica, etimologia, etc.

## La zhuangologia com a ciència
La zhuangologia és una ciència social. Es basa en la comparació sistemàtica de les minories ètniques, principalment a partir de les seves pràctiques i creences. Entre els seus objectius estan la reconstrucció de la història dels zhuang,la formulació de lleis sobre la cultura i el canvi cultural.
La zhuangologia no es redueix a la recopilació i exposició de dades empíriques. Aquestes es basen en l'observació però han de possibilitar les generalitzacions i finalment ha d'elaborar teories sobre la realitat minories ètniques, que han de sotmetre's a la verificació.